# I kristna mänskor alla
I kristna mänskor alla är en psalmtext med fem verser diktade av A. H. Sundell. Psalmen finns insjungen av Jysk Akademisk kor tillsammans med tre andliga sånger till.

## Publicerad i
- Hemlandssånger 1891 och 1891, som nr 109 under rubriken "Påsk".
- Sionstoner 1935 som nr 139 med inledningen I kristna vänner alla under rubriken "Frälsningens grund".
- Sions Sånger 1951 nr 85
- Sions Sånger 1981 nr 180 under rubriken "Tack och lov".